# Константінос Кулієракіс
Константінос Кулієракіс (грец. Κωνσταντίνος Κουλιεράκης, нар. 28 листопада 2003, Ханья, Греція) — грецький футболіст, центральний захисник німецького «Вольфсбурга» та національної збірної Греції.

## Ігрова кар'єра

### Клубна
Константінос Кулієракіс народився на острові Кріт у місті Ханья. У 2017 році він прибув до клубу ПАОК, де одразу став гравцем основи юнацьких команд клубу. З команди (U-17) та (U-19) Константінос вигравав національну першість Греції.
Починаючи з 2022 року Кулієракіса почали залучати до поєдинків першої команди, де він одразу забронював за собою місце в основі. 20 серпня 2022 року футболіст дебютував в основі у чемпіонаті Греції. Зацікавленість у послугах грецького захисника виявив ряд європейських клубів, серед яких італійська «Фіорентина».
20 серпня 2024 року підписав контракт з німецьким клубом «Вольфсбург».

### Збірна
З 2019 року Константінос Кулієракіс виступав за юнацькі збірні Греції.
17 листопада 2022 року у товариському матчі проти Мальти Константінос Кулієракіс дебютував у національній збірній Греції.

## Статистика виступів

### Статистика виступів за збірну
Станом на 10 жовтня 2024 року
| Дата       | Місто           | Господарі  | Результат | Гості      | Турнір                               | Голи | Примітки  |
| ---------- | --------------- | ---------- | --------- | ---------- | ------------------------------------ | ---- | --------- |
| 17-11-2022 | Мдіна           | Мальта     | 2 – 2     | Греція     | товариський матч                     | -    | 46' 90+2' |
| 19-6-2023  | Сен-Дені        | Франція    | 1 – 0     | Греція     | Відбір до ЧЄ 2024                    | -    | 71'       |
| 7-9-2023   | Ейндговен       | Нідерланди | 3 – 0     | Греція     | Відбір до ЧЄ 2024                    | -    | 70'       |
| 13-10-2023 | Дублін          | Ірландія   | 0 – 2     | Греція     | Відбір до ЧЄ 2024                    | -    | 88'       |
| 16-10-2023 | Неа-Філадельфія | Греція     | 0 – 1     | Нідерланди | Відбір до ЧЄ 2024                    | -    | 61'       |
| 11-6-2024  | Гредіг          | Мальта     | 0 – 2     | Греція     | товариський матч                     | -    | 28'       |
| 7-9-2024   | Пірей           | Греція     | 3 – 0     | Фінляндія  | Ліга націй УЄФА 2024—2025 - 1-й етап | -    | 50'       |
| 10-9-2024  | Дублін          | Ірландія   | 0 – 2     | Греція     | Ліга націй УЄФА 2024—2025 - 1-й етап | -    |           |
| 10-10-2024 | Лондон          | Англія     | 1 – 2     | Греція     | Ліга націй УЄФА 2024—2025 - 1-й етап | -    | 6'        |
| Усього     |                 | Матчів     | 9         |            | Голів                                | 0    |           |